# Айтбаев, Аслан Булатович
Аслан Булатович Айтбаев (каз. Аслан Болатұлы Айтбаев; род. 15 июня 1990, Целиноград, Казахская ССР, СССР) — казахстанский шахматист, международный мастер (2013). Входил в топ 10 лучших шахматистов Казахстана в 2010-х годах. Выступал за сборную Казахстана на шахматной Олимпиаде в г. Тромсе (Норвегия). Бронзовый призёр чемпионата Казахстана среди мужчин по быстрым шахматам и блицу в 2014 году. После 2014 года не особо часто играет в классических турнирах, но возвращается в 2020 году и достигает наивысшего успеха в чемпионате Казахстана, где становится серебряным призёром.

## Участие в шахматных Олимпиадах
В составе сборной Казахстана участник 41-й Шахматной олимпиады.
| Год  | Город  | Турнир         | + | − | = | Результат |
| ---- | ------ | -------------- | - | - | - | --------- |
| 2014 | Тромсё | 41-я олимпиада | 3 | 2 | 2 | 4 из 7    |

## Изменения рейтинга
| Графики недоступны из-за технических проблем. См. информацию на Фабрикаторе и на mediawiki.org. |